# We Are
We Are es el primer EP y álbum debut del grupo femenino de Corea del Sur Weeekly. Fue lanzado el 30 de junio de 2020 por Play M Entertainment y distribuido por Kakao M. El álbum contiene cinco pistas, incluyendo su sencillo principal titulado «Tag Me (@Me)».

## Antecedentes y lanzamiento
El 8 de mayo de 2020, la agencia surcoreana Play M Entertainment confirmó el lanzamiento de una nueva agrupación musical, informando que «Se ha decidido que el grupo femenino de siete integrantes denominado provisionalmente como 'PlayM GIRLS' debutará en junio». Este sería el primer grupo femenino de Play M Entertainment en diez años después del debut de Apink y su primer grupo ídolo en cuatro años después del debut del grupo masculino Victon.
El 11 de mayo se reveló a las siete integrantes y el nombre definitivo del grupo, Weeekly, mientras que el 16 de junio de 2020, a través de un tráiler conceptual, se anunció que el debut del grupo se llevaría a cabo el 30 de junio con su primer EP titulado We Are. Los días 17 y 19 de junio se publicaron fotos conceptuales de las siete miembros, y el 22 de junio se reveló la lista definitiva de canciones, confirmando que su primer sencillo llevaría por título «Tag Me (@Me)», con Shin Ji-yoon, miembro del grupo, participando en la escritura y composición de dos canciones del EP.

## Promoción
El 30 de junio de 2022, se lanzó el vídeo musical de la canción principal del EP, «Tag Me (@Me)», junto con la publicación del miniálbum. Después de las siguientes 18 horas, We Are se distribuyó digitalmente. El mismo día, el grupo tenía programada una conferencia de prensa y una presentación e interacción en vivo a través de V Live, pero debido a un incendio cerca del lugar, esto último fue cancelado.

## Lista de canciones
| CD / Descarga digital |                |                                                   |                                |                                |          |  |
| N.º                   | Título         | Letras                                            | Música                         | Arreglos                       | Duración |  |
| 1.                    | «Weeekly Day»  | Shin Ji-yoon                                      | Shin Ji-yoon, MARCO            | MARCO                          | 0:42     |  |
| 2.                    | «Universe»     | Junzo, JQ, Tasco, Il Kwon Jeong (makeumine works) | Tasco (makeumine works), Junzo | Tasco (makeumine works), Junzo | 3:26     |  |
| 3.                    | «Tag Me (@Me)» | danke                                             | CODE 9, Audi Mok, Tysha Tiar   | CODE 9                         | 3:40     |  |
| 4.                    | «Hello»        | 서지음 (Seo Jieum)                                | David Anthony, Sophie White    | David Anthony                  | 3:27     |  |
| 5.                    | «Reality»      | Shin Ji-yoon                                      | Shin Ji-yoon, BlueRhythm       | Shin Ji-yoon, BlueRhythm       | 4:11     |  |
| 15:26                 |                |                                                   |                                |                                |          |  |

## Historial de lanzamiento
| País          | Fecha               | Formato                         | Sello                         |
| ------------- | ------------------- | ------------------------------- | ----------------------------- |
| Corea del Sur | 30 de junio de 2020 | CD, descarga digital, streaming | Play M Entertainment, Kakao M |